# 1928년 동계 올림픽 스키저링
1928년 동계 올림픽의 스키저링은 임시종목으로 1928년 2월 11일부터 2월 19일까지 스위스 장크트모리츠에서 경기가 진행됐다. 간단하게 말하자면, 사람이 스키를 신고, 스노모빌같은 운송수단에 묶여진 개나 말에 의해 매달려서 가는 경기이다.

## 결과
| 순위 | 국가   | 선수          |
| ---- | ------ | ------------- |
| 1    | 스위스 | R. 베트슈타인 |
| 2    | 스위스 | 토리아니      |
| 3    | 스위스 | 머켄브륀      |